# Hawaii Bowl 2014
Match précédent Match suivant
Le Hawaii Bowl 2014 est un match annuel de football américain de niveau universitaire joué après la saison régulière de 2014, le 24 décembre 2014 au Aloha Stadium d'Honolulu (Halawa (en)) dans l'état d'Hawaï aux États-Unis.
Il s'agissait de la 13e édition du Hawaii Bowl.
Le match a mis en présence les équipes de Rice Owls issue de la C-USA et de Fresno State Bulldogs issue de la MWC.
Il a débuté à 03:00 p.m. (heure locale) et a été retransmis en télévision sur ESPN.
Rice Owls gagne le match sur le score de 30 à 6.

## Présentation du match
Le match met en présence les équipes de Rice Owls issue de la C-USA et de Fresno State Bulldogs issue de la MWC.
Il s'agit de la 7e rencontre entre ces deux équipes, Fresno State ayant gagné les 6 premiers matchs, le dernier ayant eu lieu en 2004.
| Équipes                           | Conférences | Entraîneurs   | Stats. saison rég. |
| --------------------------------- | ----------- | ------------- | ------------------ |
| Rice Owls                         | C-USA       | David Bailiff | 7-5                |
| Fresno State Bulldogs             | MWC         | Tim DeRuyter  | 6-7                |
| Arbitre : Tony Backert (Sun Belt) |             |               |                    |

### Rice Owls
Avec un bilan global de 7 victoires et 5 défaites, Rice est éligible pour un bowl et accepte l'invitation à participer pour la première fois au Hawaii Bowl. Il est à souligner que l'équipe avait le 12e parcours le plus facile de saison régulière en FBS.

### Fresno State Bulldogs
Bien qu'ayant terminé leur saison régulière avec un bilan de 6 victoires pour 7 défaites, l'équipe est éligible pour un bowl parcequ'elle est championne de la division Ouest de la Mountain West Conference. Elle accepte donc l'invitation à participer au Hawaii Bowl.
Il s'agit du deuxième Hawaii Bowl joué par Fresno State. Ils avaient perdu celui de 2012 contre SMU Mustangs, 43 à 10 .

## Résumé du match
Début réel du match à 03:05 p.m. (heure locale), fin du match à 06:29 pm (heure locale) soit une durée totale de jeu de 03:24 heures.
Températures de 25 °C, ciel nuageux, vent de Sud de 13 km/h.
| ÉVOLUTION DU SCORE du HAWAII BOWL 2014 |                              |                              |                              |                              |                              | |       |       |
| QT                                     | Temps                        | Drive                        | Drive                        | Drive                        | Équipe                       | Description de l'action | Score | Score |
|                                        |                              | Jeux                         | Yards                        | TDP                          |                              | | FS    | RICE  |
| 1                                      | 10:32                        | 11                           | 71                           | 04:28                        | RICE                         | FG de 21 yards par kicker James Hairston | 0     | 3     |
| 1                                      | 02:16                        | 10                           | 37                           | 03:11                        | FS                           | FG de 44 yards par kicker Kody Kroening | 3     | 3     |
| 1                                      | 00:23                        | 5                            | 78                           | 01:48                        | RICE                         | TD de 14 yards par WR Jordan Taylor à la suite d'une réception d'une passe de QB Driphus Jackson mais la tentative de conversion échoue           | 3     | 9     |
| 1                                      | 00:04                        | 1                            | 69                           | 00:11                        | RICE                         | TD de 69 yards par WR Mario Hull à a suite d'une réception d'une passe de QB Driphus Jackson + 1 point de conversion par kicker James Hairston    | 3     | 16    |
| 2                                      | 08:53                        | 10                           | 51                           | 02:43                        | FS                           | FG de 40 yards par kicker Kody Kroening | 6     | 16    |
| 3                                      | 06:18                        | 7                            | 73                           | 02:48                        | RICE                         | TD de 40 yards par WR Dennis Parks à la suite d'une réception d'une passe de QB Driphus Jackson + 1 point de conversion par kicker James Hairston | 6     | 23    |
| 4                                      | 10:07                        | 2                            | 59                           | 00:27                        | RICE                         | TD par RB Darik Dillard à la suite d'une course d'1 yard + 1 point de conversion par kicker James Hairston                                        | 6     | 30    |
| "TDP" = temps de possession.           | "TDP" = temps de possession. | "TDP" = temps de possession. | "TDP" = temps de possession. | "TDP" = temps de possession. | "TDP" = temps de possession. | "TDP" = temps de possession. | 6     | 30    |

## Statistiques
| Statistiques par Équipes               | Statistiques par Équipes | Statistiques par Équipes |
| Statistiques                           | FS                       | RICE                     |
| -------------------------------------- | ------------------------ | ------------------------ |
| 1er downs                              | 15                       | 16                       |
| Conversion de 3e Down                  | 7/21                     | 3/14                     |
| Conversion de 4e Down                  | 0/4                      | 0/1                      |
| Jeux–yards                             | 80/255                   | 66/463                   |
| Yards à la course                      | 162                      | 137                      |
| Yards à la passe                       | 93                       | 326                      |
| Passes : Réussies-Tentées-Interceptées | 17/38-2                  | 16/26-0                  |
| Réussite en zone rouge/chances         | 0/1                      | 3/3                      |
| TD                                     | 0                        | 4                        |
| Field Goals                            | 2                        | 1                        |
| Sacks (Nombre-Yards perdus)            | 2                        | 4                        |
| Fumbles (Nombre/Perdus)                | 1/0                      | 0/0                      |
| Pénalités (Nombre/Yards perdus)        | 1 et 15 yards            | 12 et 100 yards          |
| Temps de possession                    | 27:45                    | 32:15                    |

| Meilleurs Joueurs (MVPs) | Meilleurs Joueurs (MVPs) | Meilleurs Joueurs (MVPs) |
| ------------------------ | ------------------------ | ------------------------ |
| Noms                     | Équipes                  | Postes                   |
| Driphus Jackson          | Rice                     | QB                       |
| Brian Nordstrom          | Rice                     | DE                       |
| Carl Mickelsen           | Fresno State             | LB                       |

| Statistiques Individuelles | Statistiques Individuelles | Statistiques Individuelles |
| -------------------------- | -------------------------- | -------------------------- |
| Quaterbacks                |                            |                            |
| FS                         | Burrel, Brian              | 10/20, 44 yards, 2 Int.    |
| RICE                       | Jackson, Driphu            | 15/24, 318 yards, 3 TD     |
| Meilleurs Coureurs         |                            |                            |
| FS                         | Waller, Marteze            | 15 courses, 76 yards       |
| RICE                       | Davis, Jowan               | 13 courses, 46 yards       |
| Meilleurs Receveurs        |                            |                            |
| FS                         | Harper, Josh               | 4 Réc., 25 yards           |
| RICE                       | Parks, Dennis              | 5 Réc., 109 yards, 1 TD    |
| Meilleurs Tackleurs        |                            |                            |
| FS                         | Ederaine, Ejiro            | 7 tackles, 4 assistes      |
| RICE                       | Lyons, Alex                | 8 tackles, 1 Sack          |